# Лекције за децу
„Лекције за децу“ (енгл. “Lessons for Children”) су серијал примера за читање, адаптираних за узраст од четири године, чији аутор је познатна британска песникиња и есејисткиња, Ана Летиша Барболд. Објављене 1778. и 1779. године, књиге су покренуле револуцију у дечјој литератури у англо-саксонском свету. По први пут, потребе дечјег читаоца су озбиљно узете у обзир: типографски једноставни текстови напредују у тешкоћи како дете учи. У вероватно првој демонстрацији педагогије из искуства у англо-америчкој литератури, Барболдине књиге користе конверзациони стил, који описује мајку и њеног сина како расправљају о свету који их окружује. Заснован на образовним теоријама Џона Лока, Барболдине књиге наглашавају учење са осећајем.
Једна од основних поука Барболдиних лекција је да су појединци део заједнице; у овоме она је била део традиције женског писања која је истицала узајамну повезаност друштва. Чарлс, јунак текстова, истражује везу са природом, са животињама, са људима, и, коначно, са Богом.
„Лекције“ су имале знатан утицај на развој дечје литературе у Британији и Сједињеним Државама. Марија Еџворн, Сера Тример, Џејн Тејлор, и Еленор Фен, неке од илустратора, биле су инспирисане да постану дечји аутори због „Лекција“, и њихова дела доминирала су у дечјој литератури неколико генерација. Саме „Лекције“ биле су поново штампане више од једног века.
Ипак, због лошег угледа који је задесио образовна дела, у великој мери због лошег самопоуздања, наградили су Барболд, Тример и друге свеобухватним мушким романтичарским писцима, Барболдине „Лекције“ ретко су проучаване на академском нивоу. У ствари, једино су биле дубље анализиране од 1990-их година.

## Публикација, структура и педагошка теорија

### Публикација и структура
„Лекције“ описују мајку која учи сина. Можемо претпоставити да су многи од догађаја били инспирисани Барболдиним искуствима учења њеног усвојеног сина, њеног рођака Чарлса, како догађаји корелирају са његовим узрастом и растом. Иако не постоје сачувани примерци првог издања дела, проучавалац дечје литературе, Мици Мајерс, реконструисао је вероватне датуме објављивања из Барболдиних писама и најраних критика књига као следеће: „Лекције за децу од две до три године“ (1778); „Лекције за децу од три године, део I“ (1778); Лекције за децу од три године део II“ (1778); и „Лекције за децу од три до четири године“ (1779). Након што су први пут објављени, серијали су често објављивани као један број.
Страница из Барболдиних „Лекција за децу, први део за децу за децу од три године“ (даблинско издање из 1779. године), које су красили широки размаци и велика слова.
Барболд је захтевала да њене књиге буду штампане крупним словима са широким маргинама, тако да их деца лако читају; она је више него вероватно прва увела ову праксу, према проучаваоцу Барболдиних радова, Вилијаму МекКартнију, и „била скоро сигурно [њихов] заговорник“. У њеној историји дечје литературе у делу, “The Guardian of Education” (од 1802. – 1806. године), Сера Тример је приметила ове иновације, као и употребу папира доброг квалитета и велике размаке између речи. Док су правили читање лакшим, ове измене у производњи такође су учиниле књиге скупим за децу сиромашних, због тога су Баболдине књиге помогле да се створи другачија естетика за књиге за децу средње класе.
Барболдини текстови били су осмишљени за развијајућег читаоца, почињући од једног слога и настављајући са више-слоговним речима. Први део „Лекција“ укључује једноставне изјаве као што је: „Инк је црн и татине ципеле су црне. Папир је бео и Чарлсов капут је бео“. У другом делу се повећава сложеност: „Фебруар је врло хладан такође, али дани су дужи, а жути шафрани се појављују, а мезереонско дрво је у цветању, а јављају се неке беле капљице снега које купе њихове мале главе“.
Барболд се такође „издваја од претходних примера по увођењу елемената фабуле или нарације, причањем комад по комад пре увођења њене прве приче“: наратор објашњава идеју „секвенционалности“ Чарлсу, и имплицитно читаоцу, пре него што му икад исприча причу. На пример, дани у недељи су објашњени пре Чарлсовог пута у Француску.

## Педагошка теорија
Барболдине „Лекције“ истичу вредност свих врста језика и писмености; не само да читаоци науче како да читају, него такође стекну и могућност да разумеју метафоре и аналогије. Четврти број, конкретно, истиче поетско мишљење, и, као што Макарти објашњава, његови пасуси на Месецу имитирају Барболдину поему “A Summer Evening’s Meditation”.

### Примарни извори
-{
- Barbauld, Anna Laetitia. Lessons for Children, from Two to Three Years Old. London: Printed for J. Johnson, 1787. Eighteenth Century Collections Online.
- Barbauld, Anna Laetitia. Lessons for Children, of Three Years Old. Part I. Dublin: Printed and sold by R. Jackson, 1779. Eighteenth Century Collections Online.
- Barbauld, Anna Laetitia. Second Part of Lessons for Children of Three Years Old. Dublin: Printed and sold by R. Jackson, 1779. Eighteenth Century Collections Online.
- Barbauld, Anna Laetitia. Lessons for Children from Three to Four Years Old. London: Printed for J. Johnson, 1788. Eighteenth Century Collections Online.

}-

### Секундарни извори
-{
- Darton, F. J. Harvey (1982). Children's Books in England: Five Centuries of Social Life. 3rd ed. Revised by Brian Alderson (children's book critic). Cambridge: Cambridge University Press. ISBN 978-0-521-24020-8.
- Jackson, Mary V. (1989). Engines of Instruction, Mischief, and Magic: Children's Literature in England from Its Beginnings to 1839. Lincoln: University of Nebraska Press. ISBN 978-0-8032-7570-6.
- McCarthy, William. "Mother of All Discourses: Anna Barbauld's Lessons for Children". Princeton University Library Chronicle 60.2 (Winter 1999): 196–219.
- Myers, Mitzi (1995). „Of Mice and Mothers: Mrs. Barbauld's 'New Walk' and Gendered Codes in Children's Literature”. Feminine Principles and Women's Experience in American Composition and Rhetoric. Eds. Louise Wetherbee Phelps and Janet Emig. Pittsburgh: University of Pittsburgh Press. ISBN 978-0-8229-5544-3.
- O'Malley, Andrew (2003). The Making of the Modern Child: Children's Literature and Childhood in the Late Eighteenth Century. New York: Routledge. ISBN 978-0-415-94299-7.
- Pickering, Samuel F., Jr (1981). John Locke and Children's Books in Eighteenth-Century England. Knoxville: The University of Tennessee Press. ISBN 978-0-87049-290-7.
- Richardson, Alan (1994). Literature, Education, and Romanticism: Reading as Social Practice, 1780–1832. Cambridge: Cambridge University Press. ISBN 978-0-521-60709-4.
- Robbins, Sarah "Lessons for Children and Teaching Mothers: Mrs. Barbauld's Primer for the Textual Construction of Middle-Class Domestic Pedagogy". The Lion and the Unicorn 17.2 (Dec. 1993): 135–51.
- Robbins, Sarah. "Re-making Barbauld's Primers: A Case Study in the Americanization of British Literary Pedagogy". Children's Literature Association Quarterly 21.4 (1996–97): 158–69.
- Rodgers, Betsy (1958). Georgian Chronicle: Mrs. Barbauld and Her Family. London: Methuen.

}-